# ラム波
ラム波（英：Lamb waves）とは均質・等方な弾性体の薄板中を伝搬する弾性波伝搬モードの一種である。
周波数により位相速度が変化する速度分散性および無数の伝搬モードが存在する多モード性を有する。
1917年にHorace Lambにより分散関係が導かれた。
ラム波は均質・等方な板中を伝搬するガイド波の中でも、その振動面が板表面に対して垂直であるものを指す。なお、振動面が板表面に対して平行なものは、SH波による板波と呼ばれている。

## 基礎方程式

### 分散関係式
伝搬方向に対して垂直な方向の長さが無限であることを仮定する。このとき、真空中に置かれた厚さ2h、縦波速度cL、横波速度cTの等方弾性体の板を伝搬するラム波の分散関係(角周波数ωと波数kの関係)は以下のように表される。ここで波数kとは、ラム波の伝搬方向に対する波長をλとするとき、k=λ/(2π)で表される量である。
{\displaystyle \Omega _{\rm {S}}(\omega ,k)\equiv \left(q^{2}-k^{2}\right)^{2}\left({\frac {\sin(qh)}{q}}\right)\cos(ph)+4k^{2}p\sin(ph)\cos(qh)=0,}
{\displaystyle \Omega _{\rm {A}}(\omega ,k)\equiv \left(q^{2}-k^{2}\right)^{2}\left({\frac {\sin(ph)}{p}}\right)\cos(qh)+4k^{2}q\sin(qh)\cos(ph)=0.}
この式は特にレイリー=ラム周波数方程式と呼ばれている。ただし式中のp,qはそれぞれ縦波および横波の面外方向の波数成分を表し、
{\displaystyle p={\sqrt {\left({\frac {\omega }{c_{\rm {L}}}}\right)^{2}-k^{2}}},}
{\displaystyle q={\sqrt {\left({\frac {\omega }{c_{\rm {T}}}}\right)^{2}-k^{2}}},}
であり、実数あるいは純虚数をとる。レイリー=ラム周波数方程式は実数の角周波数ωに対して、一般に実数あるいは複素数の波数kを解に持つ。kが実数の場合、ラム波は長距離を伝搬しうるため、伝搬モードと呼ばれる。kが複素数あるいは純虚数の場合、伝搬に従いその振幅が指数関数的に減衰するため、非伝搬モードとなる。レイリー=ラム周波数方程式を満たすという意味ではいずれもラム波であるが、文脈によってはラム波伝搬モードをラム波と呼んでいることもある。レイリー=ラム周波数方程式はその板厚あるいは周波数の無限大の極限としてレイリー波の分散関係式を含む。特に板厚が弾性波の波長に対して同程度であるときに上述したラム波としての性質（速度分散性・多モード性）が顕著に現れる。

### 変位分布と対称・反対称モード
板の中立面上の一点を原点とし、伝搬方向をx方向、板厚方向をzとするとき、定数A, B, C, Dを用いて、ラム波の変位場は以下の式で表される。
{\displaystyle u_{x}=\operatorname {Re} \left\lbrack \left\lbrace kA\cos(pz)+qB\cos(qz)+kC\sin(pz)+qD\sin(qz)\right\rbrace \exp \left\lbrace i(kx-\omega t)\right\rbrace \right\rbrack ,}
{\displaystyle u_{z}=\operatorname {Re} \left\lbrack i\left\lbrace pA\sin(pz)-kB\sin(qz)-pC\cos(pz)+kD\cos(qz)\right\rbrace \exp \left\lbrace i(kx-\omega t)\right\rbrace \right\rbrack ,}
A,B,C,Dは振幅を表す任意定数であり、
{\displaystyle {\begin{pmatrix}2kp\sin(ph)&(q^{2}-k^{2})\sin(qh)\\(q^{2}-k^{2})\cos(ph)&-2kq\cos(qh)\end{pmatrix}}{\begin{pmatrix}A\\B\end{pmatrix}}=0,}
{\displaystyle {\begin{pmatrix}2kp\cos(ph)&(q^{2}-k^{2})\cos(qh)\\(q^{2}-k^{2})\sin(ph)&-2kq\sin(qh)\end{pmatrix}}{\begin{pmatrix}C\\D\end{pmatrix}}=0,}
を満たす。上の分散関係式におけるΩS=0を満たす場合、A,Bがともに0になる自明解以外の解をとりうる（A,Bがいずれかあるいは双方が非ゼロをとりうる）。このとき、変位場はz=0の面に対して対称となるため、このような変位場を有するラム波伝搬モードは特に対称モードと呼ばれる。
同様にΩA=0を満たす場合、C,Dがともに0になる自明解以外の解をとりうる（C,Dがいずれかあるいは双方が非ゼロをとりうる）。このとき、変位場はz=0の面に対して反対称となるため、このような変位場を有するラム波伝搬モードは特に反対称モードと呼ばれる。

### 位相速度・群速度と分散曲線
ラム波の位相速度cpはcp=ω/kと表される。例えば単一周波数のラム波が薄板中を伝搬しているときに、表面における位相が伝搬方向に対して進む速さはこの位相速度cpに一致する。また、ラム波の角周波数ωを波数kの関数ω(k)とみなすことにより、cg=∂ω/∂kを定義できる。このcgはラム波の群速度と呼ばれ、ラム波の波束が伝搬する速度に対応する。

位相速度に関する分散曲線。青あるいは赤の線はそれぞれ対称および反対称モードを示している。また実線と点線はポアソン比σの異なる2種類の材料の分散曲線を示している。

横軸に周波数を取り、縦軸に位相速度あるいは群速度をとった図は分散曲線と呼ばれ、ラム波の性質を知る上で重要な役割を果たす。図は位相速度に関する分散曲線を示している。横軸、縦軸はそれぞれ角周波数ωと板厚d(=2h)、位相速度cp（図中ではv）を横波速度cT（図中ではvs）で除することにより正規化している。青あるいは赤の線はそれぞれ対称および反対称モードを示している。また実線と点線はポアソン比の異なる2種類の材料の分散曲線を示している。

## 性質
有限の大きさの振動子から弾性波を励起した場合、伝搬距離方向以外の方向に拡散する。このため弾性波は一般に距離に従って減衰する。ラム波は力学的なエネルギーが板中に閉じ込められるため、無限媒質中を伝搬する縦波や横波に比べてこの効果による減衰が小さい。なお、このことは境界にそって伝搬する性質を有するガイド波の一般的な特徴である。
ラム波は特別な場合を除き、一般に強い 速度分散性を有する。このため、広帯域な波を励起した場合伝搬に従い波形が変わる。また、単一の周波数でも複数のモードが存在しうる。

### 極限
0次の対称・反対称モードは任意の周波数でレイリー=ラム周波数方程式を満たし、伝搬モードとなる。0次モードの位相速度および群速度は周波数fあるいは板厚d(=2h)の無限大の極限において、レイリー波の伝搬速度に一致する。また、1次以上の対称・反対称モードの位相速度および群速度は、周波数fあるいは板厚d(=2h)の無限大の極限において横波の伝搬速度に一致する。
1次以上の対称・反対称モードはある周波数以上でのみレイリー=ラム周波数方程式を満たす。そこでレイリー=ラム周波数方程式を満たす解のうち、波数kのk→0の極限における周波数をカットオフ周波数と呼ぶ。周波数が（おおよそ）このカットオフ周波数を超えるたびにラム波の伝搬モードが増えるため、実用上・解析上重要な周波数である。k→0の極限では対称モード、反対称モードの角周波数ωcutoffはそれぞれ、
{\displaystyle \cos \left({\frac {\omega _{\rm {cutoff}}h}{c_{\rm {L}}}}\right)\sin \left({\frac {\omega _{\rm {cutoff}}h}{c_{\rm {T}}}}\right)=0,}
{\displaystyle \sin \left({\frac {\omega _{\rm {cutoff}}h}{c_{\rm {L}}}}\right)\cos \left({\frac {\omega _{\rm {cutoff}}h}{c_{\rm {T}}}}\right)=0,}
を満たす。
なお、あるモードにおけるカットオフ周波数はあくまでk→0の極限であるため、厳密にはカットオフ周波数ωcutoffがこのラム波伝搬モードにおける最小の周波数になるとは限らない。つまり、同じラム波伝搬モードのなかで最も小さい周波数をωcrとするとき、ωcr < ωcutoffとなる場合が存在する。